# Paola Pigni
Paola Pigni-Cacchi (Milaan, 30 december 1945 – Rome, 11 juni 2021) was een Italiaanse atlete, die zich had toegelegd op de middellange en lange afstanden. Zij werd in 1973 de eerste officiële wereldkampioene veldlopen, welke titel zij een jaar later prolongeerde. Zij vestigde wereldrecords op zes verschillende loopafstanden, in enkele gevallen zelfs meerdere keren, en nam tweemaal deel aan de Olympische Spelen, bij welke gelegenheden zij eenmaal een bronzen medaille veroverde. Pigni overleed op 75-jarige leeftijd.

## Loopbaan

### Eerste nationale titels
Pigni was negentien toen zij haar eerste nationale titels veroverde, op de 400 en 800 m. Op dit laatste onderdeel zou zij in eigen land gedurende vijf jaar onoverwinnelijk blijken, terwijl ze daarnaast ook goed uit de voeten bleek te kunnen bij het veldlopen. In deze zware atletiekdiscipline begon zij vanaf 1967 aan een nationale zegereeks die haar ten slotte, net als op de 800 m, in totaal zes titels zou opleveren.

### OS, wereldrecords en EK-medaille
In 1968 deed Paola Pigni haar eerste olympische ervaring op. Bij de Olympische Spelen in Mexico-Stad nam zij deel aan de 800 m, waarop zij in de halve finale strandde.
Vanaf 1969 toonde Pigni aan, dat zij vooral op de langere afstanden inmiddels tot een wereldtopper was uitgegroeid. Op de sinds 1967 tot het officiële wedstrijdprogramma voor vrouwen behorende 1500 m nam zij in 4.12,4 het wereldrecord van de Nederlandse Mia Gommers van 4.15,6 uit 1967 over en ook op de Engelse mijl en de voor vrouwen nog niet gangbare 3000 en 5000 m zette zij niet eerder gelopen tijden op de klokken. Om vervolgens op de Europese kampioenschappen van 1969 in Athene op de 1500 m de bronzen medaille te veroveren. Weliswaar moest ze in deze race haar pas enkele maanden oude wereldrecord alweer afstaan aan de Tsjecho-Slowaakse Jaroslava Jehlicková, die de wedstrijd won in 4.10,7, terwijl ook Mia Gommers in 4.11,9 nog voor de Italiaanse eindigde, maar Pigni was met haar tijd van 4.12,0 zelf ook sneller dan ooit.

### Winnares Cross des Nations
Een jaar later won Pigni de Cross des Nations in Vichy, de voorloper van het latere wereldkampioenschap veldlopen, door in de eindsprint de Poolse Zofia Kolakowska en de Nederlandse Ilja Keizer-Laman achter zich te laten. Dat de Italiaanse haar tijd vooruit was voor wat betreft de afstanden waarop vrouwen in wedstrijden mochten uitkomen, bewees zij dat jaar door op de 10.000 m een officieus wereldrecord neer te zetten van 35.30,5.

### Olympisch brons

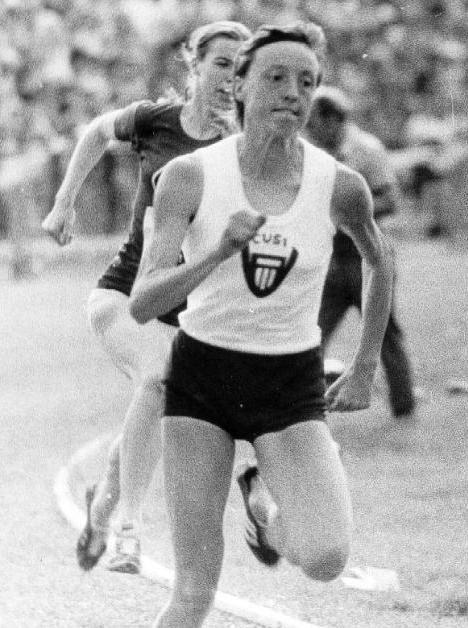
Paola Pigni in 1972, Viareggio

In 1972 concentreerde de inmiddels in het huwelijk getreden Paola Pigni-Cacchi zich op de 1500 m, waarop zij in eigen land haar tweede nationale titel veroverde. Later in het seizoen, op de Olympische Spelen van München, speelde zij op dit nummer een hoofdrol. De 1500 m in München groeide zelfs uit tot een van de hoogtepunten van de Spelen. Nadat de Russische Ljoedmila Bragina, die inmiddels het wereldrecord op haar naam had staan met 4.06,9, dit record in de series had bijgesteld naar 4.06,5, om er vervolgens in de halve finale 4.05,1 van te maken, ging het in de finale, mede door toedoen van de Nederlandse atletes Berny Boxem-Lenferink en Ilja Keizer, zo hard dat de eerste vijf aankomenden onder het nieuwbakken record van Bragina bleven en de als zesde finishende Ilja Keizer het altijd nog evenaarde. Ljoedmila Bragina won in 4.01,4, voor de Oost-Duitse Gunhild Hoffmeister en Paola Pigni, die in 4.02,85 finishte, haar beste prestatie ooit op dit onderdeel.

### Succesvolste jaar
Haar succesvolste jaar beleefde Pigni-Cacchi in 1973. Aan het begin ervan werd zij de eerste officiële kampioene op de WK veldlopen, die onder auspiciën van de IAAF in het Belgische Waregem werden georganiseerd, nadat zij eerder in eigen land al de vijfde nationale titel op dit gebied had veroverd. Vervolgens vergaarde zij gouden medailles bij de Middellandse Zeespelen op de 800 en de 1500 m, terwijl zij in eigen land op de 800 m haar zesde titel binnenhaalde, om later op de universiade in Moskou weer op de 1500 m het sterkste te blijken. Kort daarvoor was zij ook nog de eerste geweest die de Engelse mijl binnen de 4.30 had afgelegd. Haar 4.29,5 zou tot in 1977 als wereldrecord overeind blijven.

### Laatste overwinningen
In 1974 prolongeerde Paola Pigni-Cacchi haar wereldtitel bij het veldlopen op eigen bodem, in Monza, na eerder in eigen land haar zesde nationale veldlooptitel te hebben opgehaald.
Daarna werd het stiller rond de Italiaanse, die in ’74 en ’75 haar laatste nationale titels op de 1500 m en 3000 m veroverde. In 1976 raakte Pigni vervolgens ernstig geblesseerd aan haar voet en onderging maar liefst dertien operaties. Ondanks dat slaagde zij er niet in om een comeback te maken en in 1979 zette zij een punt achter haar atletiekloopbaan. 

### Overleden
Op de ochtend van 11 juni 2021 had Pigni in het presidentiële landgoed Castel Porziano in Rome een ceremonie bijgewoond in het kader van het Food Education Festival. Ze voelde zich daarna niet goed worden en werd vervoerd naar een ziekenhuis, waar zij later die dag overleed. 

## Titels
- Wereldkampioene veldlopen – 1973, 1974
- Universiade kampioene 1500 m – 1973
- Middellandse Zeespelen kampioene 800 m – 1973
- Middellandse Zeespelen kampioene 1500 m - 1973
- Italiaans kampioene 400 m – 1965, 1967
- Italiaans kampioene 800 m – 1965, 1966, 1967, 1968, 1969, 1973
- Italiaans kampioene 1500 m – 1970, 1972, 1974, 1975
- Italiaans kampioene 3000 m – 1974
- Italiaans kampioene veldlopen – 1967, 1968, 1969, 1970, 1973, 1974

## Persoonlijke records
| Onderdeel   | Prestatie      | Datum            | Plaats    |
| ----------- | -------------- | ---------------- | --------- |
| 400 m       | 54,2           | 1966             |           |
| 800 m       | 2.01,98        | 8 september 1975 | Varna     |
| 1500 m      | 4.02,85        | 9 september 1972 | München   |
| 1 Eng. Mijl | 4.29,5 (ex-WR) | 8 augustus 1973  | Viareggio |
| 3000 m      | 8.56,6 (ex-WR) | 20 mei 1972      | Formia    |
| 3 Eng. mijl | 15.48,6        | 11 mei 1969      | Formia    |
| 5000 m      | 15.53,6        | 2 september 1969 | Milaan    |
| 10.000 m    | 35.30,5        | 9 mei 1970       | Milaan    |

## Palmares

### 400 m
- 1965:  Italiaanse kamp. – 56,4 s
- 1966: 8e in ½ fin. EK in Boedapest - 55,6 s (in serie 54,8 s)
- 1967:  Italiaanse kamp. – 56,7 s

### 800 m
- 1965:  Italiaanse kamp. – 2.17,1
- 1966:  Italiaanse kamp. – 2.09,5
- 1967:  Italiaanse kamp. – 2.10,2
- 1968:  Italiaanse kamp. – 2.08,2
- 1968: 7e in ½ fin. OS – 2.07,82 (in serie 2.06,72)
- 1969:  Italiaanse kamp. – 2.06,4
- 1973:  Middellandse Zeespelen – 2.03,8

### 1500 m
- 1969:  EK – 4.12,0
- 1970:  Italiaanse kamp. – 4.16,8
- 1971:  Middellandse Zeespelen – 4.22,6
- 1972:  Italiaanse kamp. – 4,15,3
- 1972:  OS – 4.02,85
- 1973:  Middellandse Zeespelen – 4.12,8
- 1973:  Universiade - 4.10,69
- 1974:  Italiaanse kamp. – 4.13,91
- 1975:  Italiaanse kamp. – 4.11,2

### 3000 m
- 1972:  Formia Meeting - 9.09,2
- 1972:  Formia - 8.56,6
- 1972:  Rieti Meeting - 9.24,2
- 1973:  Formia Meeting - 8.56,6
- 1974:  Italiaanse kamp. – 9.09,15
- 1974: 5e EK - 9.01,4

### 5000 m
- 1969:  Formia Meeting - 16.17,6
- 1969:  Milaan - 15.53,6

### 10.000 m
- 1970:  Milaan - 35.30,5

### marathon
- 1971:  marathon van Rome - 3:00.47,2

### veldlopen
- 1967:  Italiaanse kamp. in Celle Ligure -
- 1968:  Italiaanse kamp. in Ravenna -
- 1969:  Italiaanse kamp. in Firenze -
- 1970:  Italiaanse kamp. in Chiari -
- 1970:  WK (Cross des Nations), Vichy (afstand 3 km) - 10.38,4
- 1972: 6e WK (Cross des Nations), Cambridge (afstand 4 km) – 16.34
- 1973:  Italiaanse kamp. in Ferrara - 13.08,2
- 1973:  WK te Waregem (afstand 4 km) – 13.45
- 1974:  Italiaanse kamp. in Vaprio - 13.08
- 1974:  WK te Monza (afstand 4,2 km) – 12.42

- International Standard Name Identifier: 0000 0004 1964 8253
- Istituto Centrale per il Catalogo Unico: RAVV256796
- Virtual International Authority File: 90306777